# Micropsectra monticola
Micropsectra monticola е вид насекомо от разред Двукрили (Diptera), семейство Хирономидни (Chironomidae).